# Jeepers Creepers (Lied)
Jeepers Creepers (Ausdruck des Erstaunens, engl. Verballhornung des Ausdrucks Jesus Christ!) ist ein Lied, das von Harry Warren für die US-amerikanische Musicalkomödie Going Places aus dem Jahr 1938 geschrieben wurde. Der Text des Liedes stammt von Johnny Mercer. Das Lied wurde zunächst von Louis Armstrong für den Film aufgenommen; es kam in Armstrongs Schallplatten-Version im Februar 1939 in die US-Charts (#12). Es wurde von vielen anderen Künstlern gecovert und entwickelte sich zu einem Jazzstandard. Das Lied wurde 1939 in der Kategorie Bester Song für den Oscar nominiert.

## Hintergrund
Das Lied wird in dem Film Going Places vom Pferdeausbilder Gabe, gespielt von Louis Armstrong, dazu verwendet, ein gleichnamiges, wildes Pferd rittbar zu machen. Der Pferdeausbilder komponierte angeblich das Lied speziell für das Pferd. 
Bei der Vorbereitung zum Schreiben des Liedtextes hörte Mercer Henry Fonda „Jeepers Creepers“ rufen; das war für ihn der Ausgangspunkt für den weiteren Text, ein Lobpreis der Augen der Liebsten.
Für Harry Warren war es die zweite Oscarnominierung, nach dem Gewinn des Oscars für Lullaby of Broadway, für Mercer die erste. 
Das Lied wurde in der Version von Paul Whiteman and his Swing Wing auch für den gleichnamigen Horrorfilm Jeepers Creepers aus dem Jahr 2001 verwendet.

## Coverversionen
Das Lied wurde vielfach gecovert, so von Al Donahue, der damit ebenso wie Larry Clinton 1938 in die Charts kam: 13 Wochen hielt sich Donahues Interpretation auf Platz 1 der Billboard Pop Charts. Es folgten Billie Holiday, Bing Crosby, Dave Brubeck, Frank Sinatra und Les McCann. Tom Lord listet im Bereich des Jazz allein 307 Versionen.